# (62) Érato
Pour les articles homonymes, voir Érato (homonymie).
(62) Érato (désignation internationale (62) Erato) est un astéroïde de la ceinture principale découvert par Otto Lesser et Wilhelm Foerster le 14 septembre 1860 à l'Observatoire de Berlin. Ce fut leur premier et seul astéroïde découvert.
Le nom a été choisi par Johann Franz Encke, le directeur de l'Observatoire, en faisant référence à Érato, la Muse du lyrisme dans la mythologie grecque.